# Ikona (album Stana Borysa)
Ikona – album studyjny Stana Borysa wydany w 2014 roku przez Warner Music Poland (numer katalogowy 2564628142).

## Lista utworów
| Nr  | Tytuł utworu             | Długość |
| --- | ------------------------ | ------- |
| 1.  | „Ikona”                  |         |
| 2.  | „Bajdary”                |         |
| 3.  | „Tworzywo”               |         |
| 4.  | „Kyrie”                  |         |
| 5.  | „Pytasz co w moim życiu” |         |
| 6.  | „Krzyczę przez sen”      |         |
| 7.  | „Stokrocie”              |         |
| 8.  | „Prześliczna Zuzanna”    |         |
| 9.  | „Znieczulica”            |         |
| 10. | „Zakopane serce gór”     |         |
| 11. | „Szukam przyjaciela”     |         |